# Que la lumière soit!
Que la lumière soit! (dt. etwa Es werde Licht!) ist eine französische Filmkomödie von Arthur Joffé aus dem Jahr 1998.

## Handlung
Gott schaut Fernsehen und ist über die Bilder von Krieg und Elend so empört, dass er auf Hebräisch ein eigenes Drehbuch mit dem Titel Que la lumière soit! schreibt. Mit seinem Diener, dem Engel René, der sich nichts mehr als echte Flügel wünscht, begibt er sich nach Los Angeles, wo er am schnellsten einen Regisseur zu finden hofft. Er übernimmt den Körper eines Indianers, der mit dem Skript zu den Paramount Studios fährt, jedoch abgewiesen wird. Ein Dieb stiehlt schließlich das Skript und Gott ist verzweifelt. Ein Paris-Poster macht ihm neuen Mut und er begibt sich mit René, der eine Skript-Kopie beschafft, nach Paris. Gott übernimmt nun sprunghaft verschiedene Menschenkörper, wobei sein Gott-Sein durch ständiges Augenzwinkern deutlich wird.
Über verschiedene Stationen lernt er die junge Jeanne kennen, die im Filmstudio eines gewissen Harper arbeitet. Gott schaut sich in der Gestalt von Jeannes Putzfrau Suzanne einen Kurzfilm Jeannes an und ist begeistert von ihrer Arbeit. Er beschließt, dass Jeanne seine Regisseurin werden soll, zumal ihr Name ihn an Jeanne d’Arc erinnert. Jeanne jedoch ist nur schwer zu überzeugen: Ihr Vater liegt im Sterben, sodass sie andere Sorgen hat. Die zahlreichen Menschen, über die Gott sie um eine Umsetzung seines Drehbuchs bittet, lassen in ihr den Verdacht aufkommen, im Rahmen der Versteckten Kamera veralbert zu werden. Zudem sind diverse Faxe, über die Gott ihr das Drehbuch zukommen lässt, auf Hebräisch. Erst der unter ihr wohnende Rabbiner Zilberstein und sein Übersetzungsgerät helfen ihr, den Papierberg zu bearbeiten. Sie glaubt jedoch erst an die Inkarnationen Gottes, als er sie während eines Sturzes vom Eiffelturm rettet.
Sie reicht sein Skript bei ihrem Filmstudio ein und wird kurz darauf von Chef Harper persönlich empfangen. Er zeigt sich vom Skript beeindruckt und übergibt ihr eine deutlich gekürzte Form des Skripts, das so verfilmt werden kann. Gott ist über die Kürzungen empört, zumal es sich bei Harper um den Satan persönlich handelt. Dennoch beginnt Jeanne mit der Verfilmung, die Gott unter anderem durch exzessiven Regen verhindert. Als sich Jeanne jedoch entschließt, ein Abendessen mit Harper nicht auszuschlagen, gibt Gott auf und verschwindet. Beim Essen erkennt Jeanne, dass Harper tatsächlich diabolisch ist. Vergeblich versucht sie, Gott zurückzuholen. Harper lässt sie in eine Psychiatrie einweisen, wo sie all die Menschen wiederfindet, in deren Körper Gott kurze Zeit gelebt hat und die nun als schizophren gelten. Die Insassen und Jeanne fliehen gemeinsam; Rabbiner Zilberstein hat unterdessen das Drehbuch Gottes auf eine wesentliche Formel hin zusammengefasst: Jeanne solle die Träume der Menschen filmen. Sie macht sich mit ihren Komplizen an die Arbeit. Als sie fertig ist, erscheint Gott in der Gestalt ihres Vaters bei ihr. Gemeinsam retten sie die Filmrollen, die in Harpers Studio entwickelt wurden, vor der Zerstörung durch den Teufel. Die Gruppe kann in die Kirche Notre-Dame de Paris fliehen, wo sie mit Pater Loublié die Filmaufführung organisieren. Diese wird ein großer Erfolg, sieht doch jeder der Anwesenden den Film seiner Träume. Alle Zuschauer verlassen die Kirche schwebend und auch René erhält endlich echte Flügel.

## Produktion
Que la lumière soit! wurde mit einem Budget von rund 60 Millionen Francs in Budapest, Los Angeles sowie vor allem in Paris gedreht. Die Kostüme schuf Madeline Fontaine, die Filmbauten stammen von Nikos Meletopoulos. Regisseur Arthur Joffé widmete den Film seinem Vater Alex Joffé, der 1995 verstorben war. Es war der vierte Langfilm, bei dem Arthur Joffé Regie führte, sowie seine erste Regiearbeit nach Alberto und die Tradition aus dem Jahr 1990.
Que la lumière soit! lief am 8. Juli 1998 in den französischen Kinos an. Eine Auswertung in Deutschland steht bisher aus (Stand: Mai 2015).

## Auszeichnungen
Que la lumière soit! wurde 1999 für einen César in der Kategorie Beste Nachwuchsdarstellerin (Hélène de Fougerolles) nominiert.